# 韦里库尔
韦里库尔（法語：Verricourt，法語發音：[vɛʁikuʁ]）是法国奥布省的一个市镇，属于特鲁瓦区。

## 地理
韦里库尔（48°27'6"N, 4°20'53"E）面积6.93 平方千米，位于法国大東部大區奥布省，该省份为法国中北部省份，北起马恩省，西接塞纳-马恩省，西南至约讷省，东南至科多尔省，东临上马恩省。
与韦里库尔接壤的市镇（或旧市镇、城区）包括：阿旺莱拉姆吕、布里耶库尔、科克卢瓦、隆索勒、马尼库尔、普日。

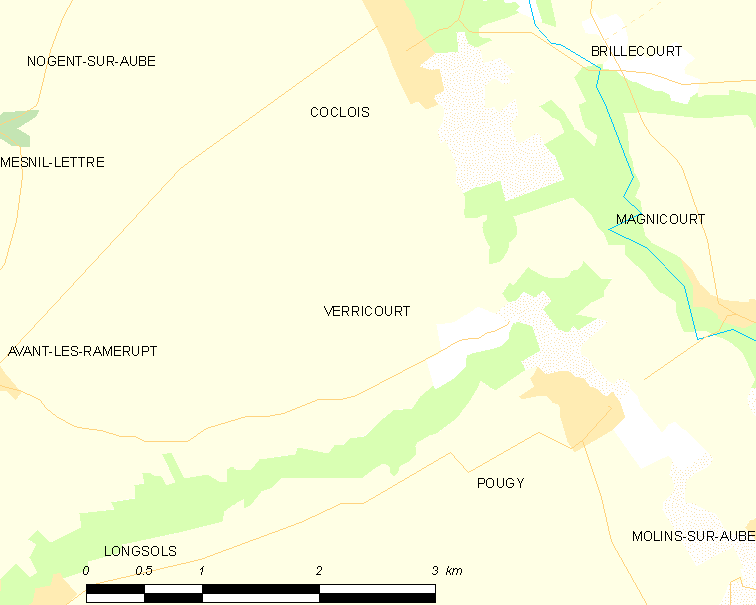
韦里库尔的OSM定位图

韦里库尔的时区为UTC+01:00、UTC+02:00（夏令时）。

## 行政
韦里库尔的邮政编码为10240，INSEE市镇编码为10405。

## 政治
韦里库尔所属的省级选区为奥布河畔阿尔西县。

## 人口

1962-2008年间韦里库尔人口变化图示

韦里库尔于2022年1月1日时的人口数量为60人。